# Ohne (Wipper)

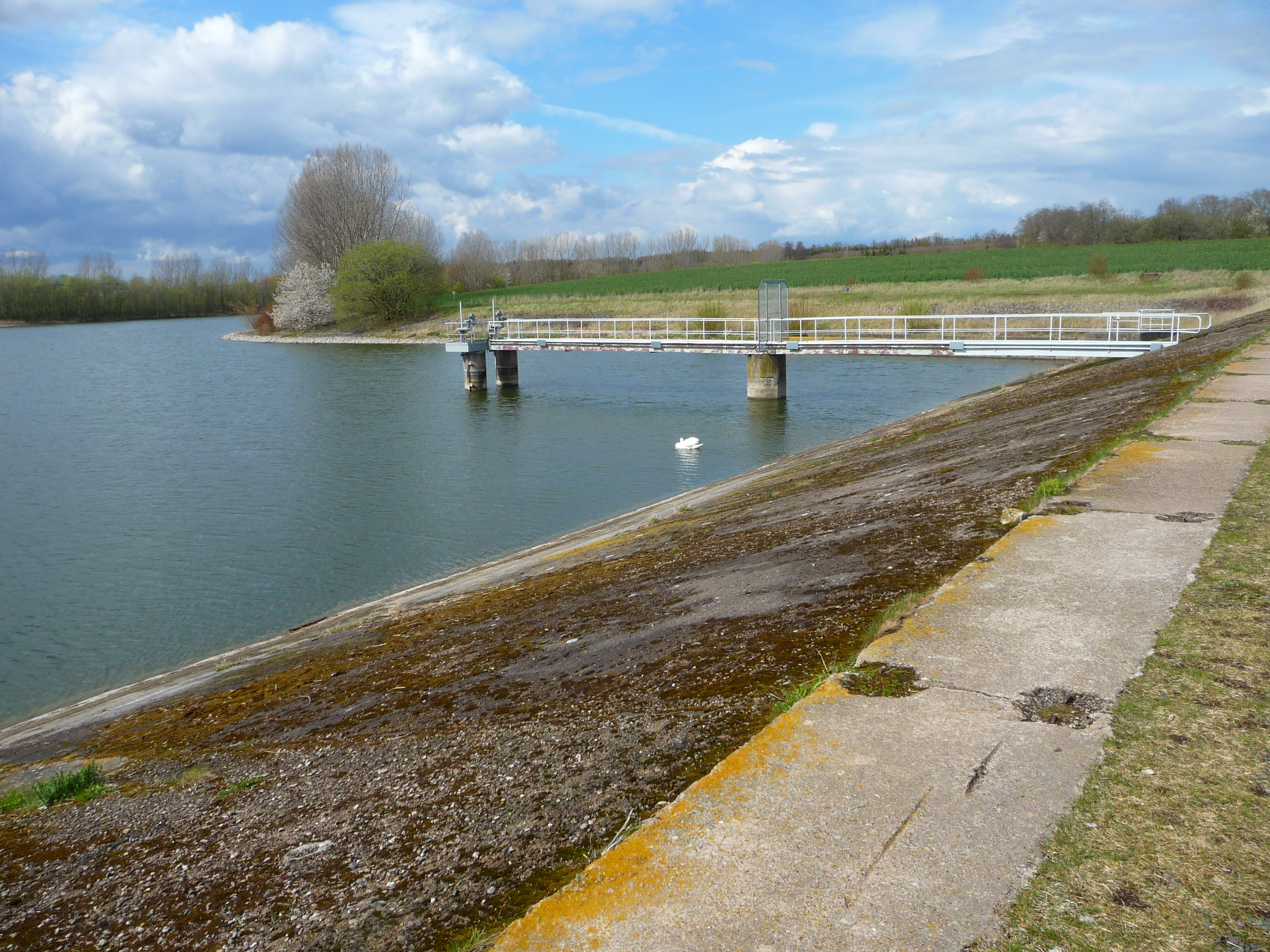
Die Talsperre Birkungen

Die Ohne ist ein etwa 14 Kilometer langer, rechter Zufluss der Wipper im Norden Thüringens, Deutschland.

## Verlauf
Die Ohne entspringt im Landkreis Eichsfeld am Fuße des Höhenzuges Dün. Ihre Quelle befindet sich in Kallmerode im Eichsfeld.  Bei Birkungen wird die Ohne in der Talsperre Birkungen aufgestaut. Von dort fließt die Ohne in überwiegend östliche Richtung. Nach Durchfließen von Niederorschel mündet sie im Außengebiet dieser Gemeinde zwischen Gernrode und Bernterode in die Wipper.

## Name
Der Name des Baches kann bislang nicht erklärt werden. Der einzig vorhandene urkundliche Nachweis stammt aus dem Jahr 900 und ist indirekter Form (Gau Ohnfelt). Auch für das Dorf Ohne ist die Namensherkunft nicht zu klären gewesen, so dass auch der Ortsname nicht weiterhilft. Möglich erscheint für den Flurnamen eine Herleitung aus dem urindogermanischen an (hauchen), dem gotischen anan (atmen, schnauben) oder dem germanischen *ahw- (Wasser).

## Nebenflüsse
- Griesgraben (R) bei Birkungen
- Ahlenbach (R) in Niederorschel
- Laubach (L) in Niederorschel

## Wirtschaft und Tourismus
- Teil des Mühlenwanderweg Eichsfeld (Birkunger Stau – Rohrmühle – Bäckermühle – Mönchmühle – Eichmühle – Eckmühle – Obermühle – Aumühle – Wendelröder Mühle – Schwarzburger Mühle – Schwerdt´sche Mühle), die drei letztgenannten Mühlen liegen an der Wipper.